# Corcyrogobius lubbocki
Corcyrogobius lubbocki es una especie de peces de la familia de los Gobiidae en el orden de los Perciformes.

## Morfología
Los machos pueden llegar a alcanzar los 2 cm de longitud total.

## Hábitat
Es un pez de Mar y, de clima tropical y demersal que vive entre 10-30 m de profundidad.

## Distribución geográfica
Se encuentra en el Atlántico oriental: Annobon (Guinea Ecuatorial) y Ghana. 

## Observaciones
Es inofensivo para los humanos. 